# Peapack and Gladstone
Peapack and Gladstone est un borough situé dans le comté de Somerset, dans l’État du New Jersey, aux États-Unis.